# بلک ریور (رودخانه میسیسیپی)
بلک ریور (به انگلیسی: Black River) رودخانه‌ای است که در ایالات متحده آمریکا جریان دارد.